# Redonne-moi
Singles de Mylène Farmer
Q.I.
(2005) L'Amour n'est rien...
(2006)
Redonne-moi est une chanson de Mylène Farmer, sortie en single le 7 novembre 2005 en version digitale et le 2 janvier 2006 en version physique, en tant que troisième extrait de l’album Avant que l'ombre....
Sur une musique très lente composée par Laurent Boutonnat, Mylène Farmer écrit un texte mélancolique sur un amour perdu.
Réalisé par François Hanss, le clip se déroule dans un atelier de sculpture et met en images des ressentis du journal intime d'Etty Hillesum, une déportée juive qui a péri à Auschwitz.
Redonne-moi est le seul single de l'album Avant que l'ombre... pour lequel la chanteuse acceptera de faire une prestation télévisée.
Il atteindra la 7e place du Top 50.

## Contexte et écriture
En avril 2005, Mylène Farmer sort l'album Avant que l'ombre..., six ans après l'album Innamoramento et plus de trois ans après sa compilation Les Mots.

Porté par le single Fuck Them All (no 2 du Top 50 au mois de mars), Avant que l'ombre... se classe directement à la première place des ventes et est certifié disque de platine en deux semaines pour plus de 300 000 ventes, malgré l'absence totale de promotion de la part de la chanteuse.
Après Q.I., un titre léger (no 7 du Top 50 au mois de juillet), la chanteuse impose la ballade Redonne-moi en tant que troisième single.

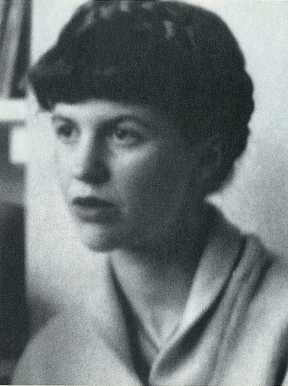
La poétesse américaine Sylvia Plath.

Sur cette musique très lente composée par Laurent Boutonnat, Mylène Farmer écrit un texte mélancolique sur un amour perdu, dont certains vers font écho au poème Thalidomide de Sylvia Plath :

« Redonne-moi l'autre bout de moi

Débris de rêves, le verre se fêle

Redonne-moi la mémoire de ma...

Peut-être sève ? peut-être fièvre ?

Redonne-moi pour une autre fois

Le goût de vivre, un équilibre

Redonne-moi l'amour et le choix

Tout ce qui fait qu'on est roi. »

## Sortie et accueil critique
Envoyé en radio le 13 octobre 2005, Redonne-moi est disponible en single digital le 7 novembre 2005. Il sort en CD Single le 2 janvier 2006, quelques jours avant que la chanteuse ne commence sa série de 13 concerts (complets) à Bercy en janvier 2006.

La pochette montre une photo de Mylène Farmer en gros plan et légèrement floutée signée par Ellen von Unwerth.

### Critiques
- « Une ballade lancinante. » (Jukebox magazine)[4]
- « On croit parfois que la voix de Mylène va devenir inaudible tant elle joue avec les limites de sa fragilité. » (La Dernière Heure)[5]
- « Une superbe ballade farmérienne qui reprend les thèmes chers à la chanteuse, sur une très belle musique mélancolique (et un peu inquiétante) de Laurent Boutonnat. »[2]

## Vidéo-clip

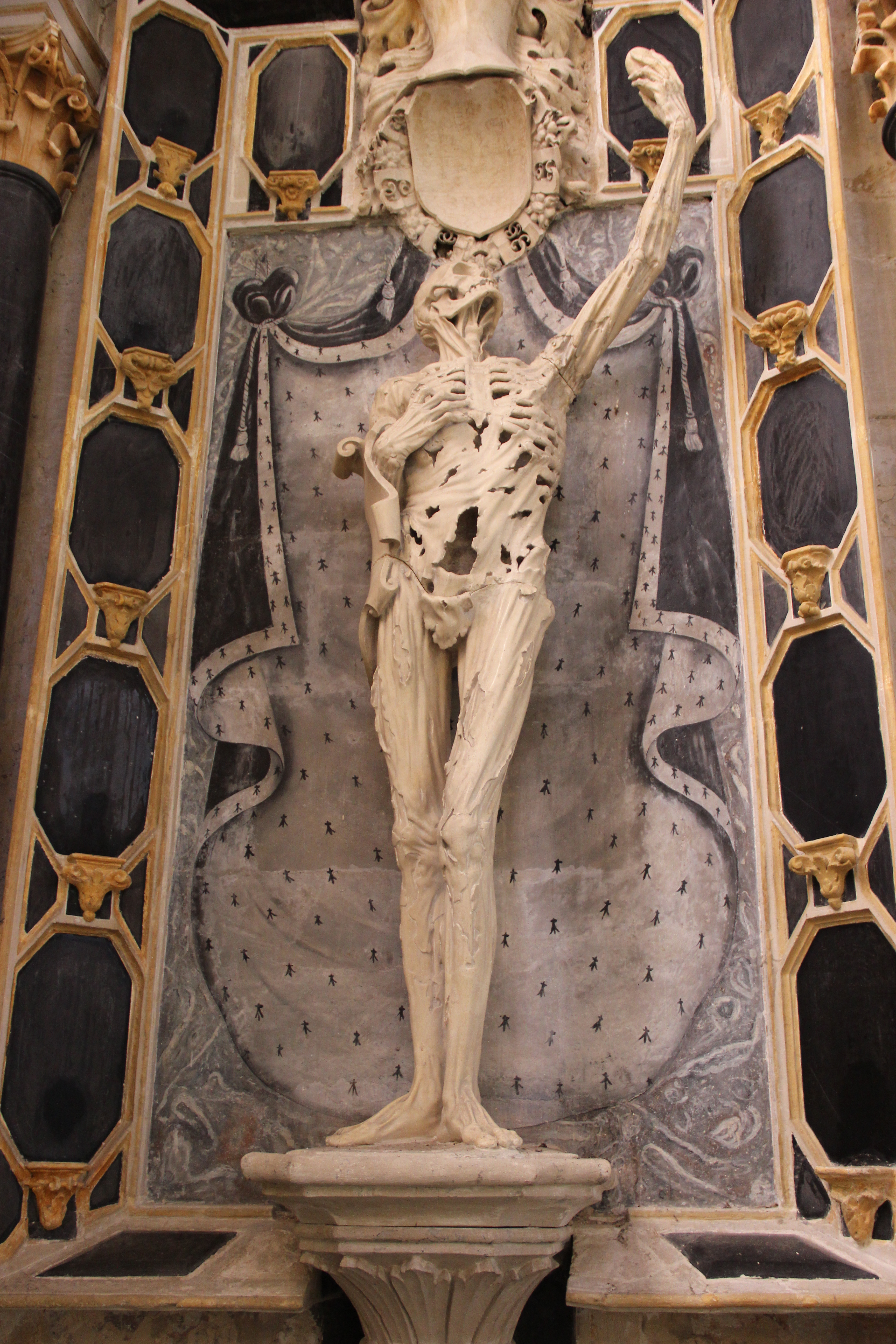
Le Transi de René de Chalon de Ligier Richier.

Le clip est réalisé par François Hanss, qui avait déjà réalisé les clips de Je te rends ton amour (1999) et Innamoramento (2000) pour Mylène Farmer.
Il utilisera d'ailleurs une photo extraite du clip Je te rends ton amour dans celui de Redonne-moi. Quant à la sculpture représentant Mylène Farmer, elle est reproduite à partir d'une des dernières scènes de ce même clip, et servira de pochette au DVD Les clips - L'intégrale 1999-2020.

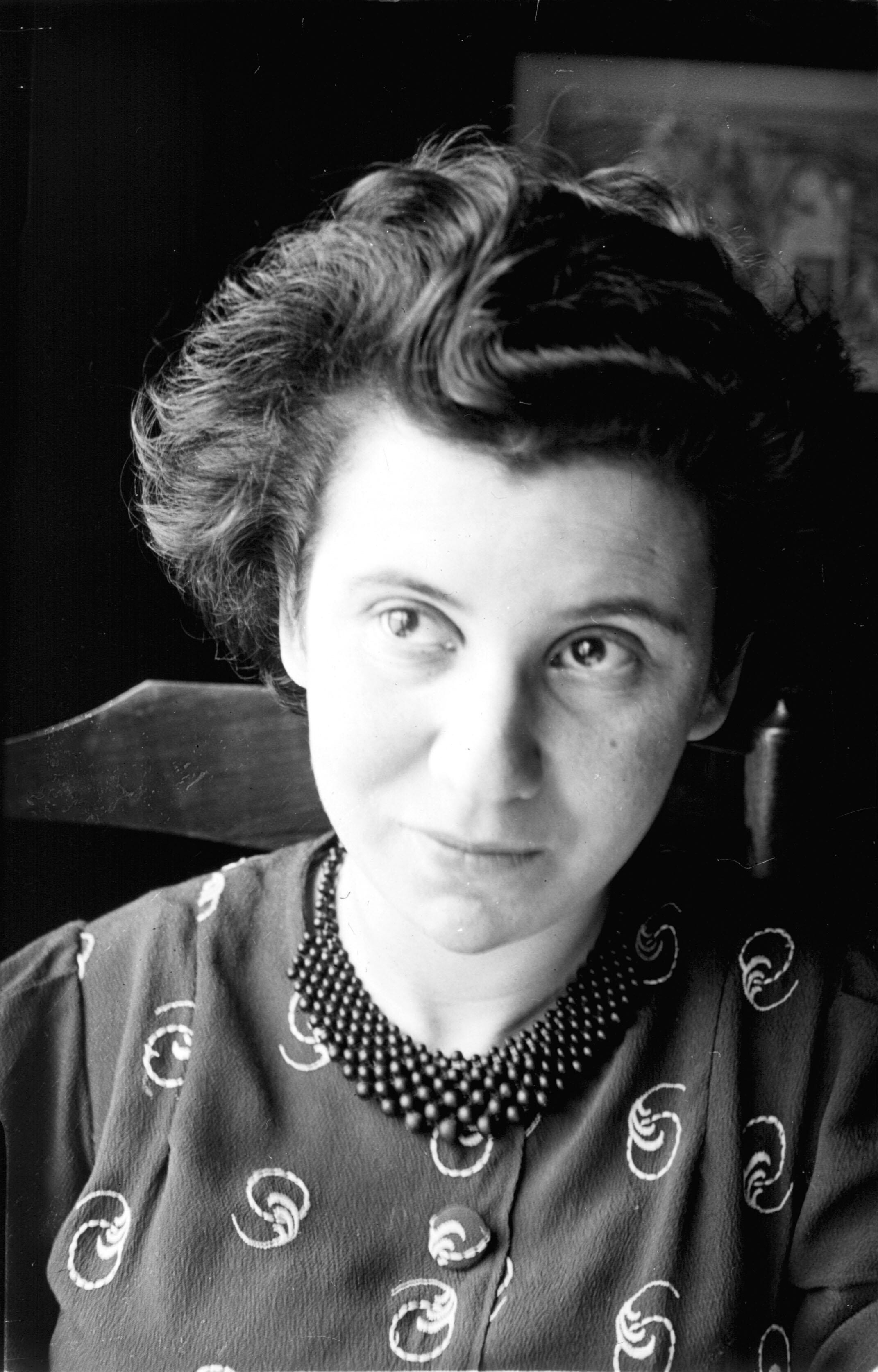
Le journal intime d'Etty Hillesum a inspiré le clip.

Évoluant dans un atelier de sculpture poussiéreux, dans lequel figure notamment le Transi de René de Chalon de Ligier Richier (que la chanteuse utilisera comme élément de décor pour son Tour 2009), Mylène Farmer semble avoir voulu mettre en images certains ressentis d'Etty Hillesum, une déportée juive qui a péri à Auschwitz et dont le journal intime a été publié plus tard sous le nom Une vie bouleversée. Celle-ci écrivait notamment : 

« J'ai l'impression d'abriter un grand atelier où l'on travaille dur, où l'on martèle, taille, etc. A d'autres moments, il me semble être fait intérieurement de granit, un rocher de granit heurté perpétuellement de fortes cataractes qui l'érodent. Un bloc de granit érodé sans trêve, où les éléments cisèlent des contours et des formes. Peut-être ces formes seront-elles un jour achevées, leurs contours nettement dessinés, et je n'aurai plus alors qu'à recopier ce que je trouverai en moi. »

### Sortie et accueil
Le clip est diffusé en télévision à partir du 11 janvier 2006.

À la suite de l'absence de promotion de la chanteuse sur leur chaîne, M6 décidera de boycotter le clip.
- « Un clip magique aux images froides et bleutées. » (Star Club)[7]
- « Un clip sombre et mélancolique. »[8]
- « Un très beau clip, sans réel scénario, mais particulièrement symbolique. »[2]

## Promotion
Redonne-moi est la seule chanson issue de l'album Avant que l'ombre... qui fait l'objet d'une prestation télévisée.
Mylène Farmer interprète le titre lors de l'émission Symphonic Show le 12 novembre 2005 sur France 2, entourée de plusieurs bougies.

## Classements hebdomadaires
Dès sa sortie, le titre atteint la 7e place du Top Singles, dans lequel il reste classé durant 11 semaines.
Le titre passera assez peu en radio, à cause de son rythme très lent et de son aspect peu commercial.
| Classement (2006)   | Meilleure position |
| ------------------- | ------------------ |
| Belgique - Wallonie | 6                  |
| Europe              | 29                 |
| France (Ventes)     | 7                  |
| France (TV)         | 29                 |
| Suisse              | 27                 |

## Liste des supports
| 1. | Redonne-moi                | 4:24 |
| 2. | Redonne-moi (instrumental) | 4:24 |

## Crédits
- Paroles : Mylène Farmer
- Musique et production : Laurent Boutonnat
- Programmation, claviers et arrangements : Laurent Boutonnat
- Guitare : Philippe Paradis
- Basse : Philippe Chayeb
- Batterie : Loïc Pontieux
- Clarinette : Jérôme Devoise
- Arrangement cordes : Jean-Jacques Charles et Graham Preskett
- Chœurs : Mylène Farmer
- Prise de son et mixage : Jérôme Devoise
- Studio : Studio Guillaume Tell
- Éditions : Requiem Publishing[14]

## Interprétations en concert
Redonne-moi n'a été interprété en concert que lors du spectacle Avant que l'ombre… À Bercy en 2006, où Mylène Farmer chante le titre sur une scène centrale en forme de croix de Malte, accompagnée au piano par Yvan Cassar.

## Albums et vidéos incluant le titre

### Albums de Mylène Farmer
| Année | Album                        | Version                                     | Durée | Certifications de l'album      |
| 2005  | Avant que l'ombre...,        | Version Album Instrumental (réédition 2021) | 4:24  | 2 × Platine · Or · 2 × Platine |
| 2006  | Avant que l'ombre... À Bercy | Live 2006                                   | 5:44  | Or                             |
| 2011  | 2001-2011                    | Version Album                               | 4:24  | 2 × Platine · Or               |
| 2020  | Histoires de                 | Version Album                               | 4:24  | Platine                        |

### Vidéos de Mylène Farmer
| Année | Vidéo                             | Version    | Durée | Certifications de la vidéo |
| 2006  | Music Videos IV                   | Vidéo-clip | 4:22  | -                          |
| 2006  | Avant que l'ombre... À Bercy      | Live 2006  | 5:56  | Diamant                    |
| 2021  | Les clips - L'intégrale 1999-2020 | Vidéo-clip | 4:22  | -                          |